# فرودگاه آبی پوینتس نورث لندینگ
فرودگاه آبی پوینتس نورث لندینگ (به انگلیسی: Points North Landing Water Aerodrome) یک فرودگاه همگانی است که یک باند فرود آب دارد. این فرودگاه در کشور کانادا قرار دارد و در ارتفاع ۴۷۲ متری از سطح دریا واقع شده‌است.